# Museo Taurino de Huamantla
El Museo Taurino de Huamantla Miguel Corona Medina se encuentra ubicado en la ciudad de Huamantla, en el estado mexicano de Tlaxcala a un costado de la Centenaria Plaza de Toros La Taurina Fernando de los Reyes El Callao. El inmueble que lo alberga data de mediados del siglo XVIII. Como museo abrió sus puertas el 15 de agosto de 1982. El museo fundado y resguardado desde sus inicios por la Peña Taurina Huamantla, A.C. Presenta una colección de maquetas de plazas de toros del país, trajes de luces, muletas, capotes, estoques, banderillas, carteles alusivos a la fiesta brava así como fotografías y fichas técnicas de cientos de matadores de varios siglos y cuenta con tres murales; uno en relieve alusivo a la "Huamantlada" del Mtro. Luis Manuel Flores Padilla, otro al óleo del Mtro. Mario Alberto Aguilar, con escenas diversas del ámbito taurino y finalmente otro más al óleo del Mtro. David Cárdenas con retratos de toreos tlaxcaltecas y de la región, así como viñetas de diferentes ángulos de la Plaza de Toros. Las maquetas elaboradas todas ellas por el escultor y aficionado práctico Miguel Briones.

Entre estas maquetas destacan especiales detalles como la evolución en la historia de la Plaza Taurina de Huamantla, hoy también conocida como Plaza de Toros La Taurina de Huamantla, a partir de 1918 y actualmente se le agregó el nombre del matador Fernando de Los Reyes "El Callao". Tuvo en sus inicios la particularidad de ser de forma rectangular, como muchas otras en el mundo; en 1912 por acuerdo de cabildo el alcalde José María Ortega nombró al síndico del ayuntamiento en documento que dice:
Al Síndico del honorable ayuntamiento ciudadano Manuel Hernández. Ciudad Libre y constitucional Huamantla 13 de octubre de 1912. La presidencia de mi cargo, ha tenido a bien designar a usted para que con el carácter  de juez se sirva presidir la corrida de toros que está anunciada para la tarde del día de hoy. Lo digo a usted para su conocimiento, manifestándole que ya se solicita de la prefectura política la guardia  que vigile del orden de dicha función. Miguel Ortega (rubrica). Al margen izquierdo un sello de tinta azul que dice lo siguiente; en un listón. República Mexicana y en el circuló de del sello; Ayuntamiento de Huamantla, Estado Libre y Soberano de Tlaxcala.
No. 10024 Al centro el escudo nacional con el águila por girará. Con la misma excelente caligrafía de entonces, esta rotulado el sobre que lo contenía y se exhibe en un bastidor construido por el mismo juez de plaza Manuel Hernández Farfán.

Fundado a iniciativa de Miguel Corona Medina secundado por otros aficionados taurinos como: Eduardo Bretón González, José Hernández Castillo, José Augusto Valdez Lima, José Andalco León, Joaquín López Rodríguez, Rafael Cervantes López entre muchos otros.